# 페니실라민
페니실라민(penicillamine)은 윌슨병 치료에 주로 사용되는 약물로, 쿠프리민(Cuprimine) 등의 상품명으로 판매된다. 약물로 사용되는 형태는 D-페니실라민으로, L-페니실라민은 피리독신의 작용을 억제하여 독성을 가진다. 소변의 시스틴 농도가 높은 시스틴뇨증이 동반된 신장결석 환자, 류마티스 관절염, 다양한 중금속에 중독된 경우에도 쓸 수 있다. 경구로 투여한다.
미국에서는 1970년부터 사용이 승인되었다. WHO 필수 의약품 목록에 등재되어 있다.

## 의학적 사용
페니실라민은 킬레이트제로 사용된다. 구리의 대사 이상이 발생하는 드문 유전 질환인 윌슨병에서는 축적되어 있는 구리에 페니실라민이 결합하여 소변으로 배출될 수 있게 만든다. 한편 비소 중독에서는 페니실라민을 일차 치료제인 디메르카프롤(BAL)에 이어서 이차 치료제로 사용했었다. 현재는 더 이상 사용을 권장하지 않는다.
소변의 시스틴 농도가 높아져 시스틴 결석이 만들어지는 유전 질환인 시스틴뇨증에서는 페니실라민이 시스테인과 결합하여 이황화물을 만들어낸다. 이황화물은 시스틴보다 더 잘 용해된다.
피부경화증 치료에도 사용된다.
기존 치료법을 적절하게 시도했는데도 반응하지 않는 심각한 류마티스 관절염 환자를 치료하기 위해 페니실라민을 항류마티스제로서 사용할 수 있다. 오늘날에는 TNF 억제제나 토실리주맙, 토파시티닙 등 다른 약제를 이용할 수 있으므로 사용되는 경우는 드물다. 페니실라민은 T세포 수를 줄이고 대식세포 기능을 억제하며, IL-1을 감소시킨다. 또한 류마티스인자를 감소시키며 콜라겐이 교차결합하는 것을 막는다.

## 작용 기전
페니실라민은 중금속에 결합하는 킬레이트제로 작용한다. 그 후 페니실라민과 금속이 결합한 상태의 복합체는 소변을 통해 몸에서 제거된다. 생체외 연구에 따르면 구리 원자 하나는 페니실라민 두 분자와 결합한다.

## 부작용
흔한 부작용에는 발진, 식욕 감퇴, 구역질, 설사, 백혈구감소증이 있다. 다른 심각한 부작용에는 간질환, 폐쇄세기관지염, 중증 근무력증이 있다. 전신 홍반 루푸스 환자에게는 권장하지 않는다. 임신 중 사용은 아기에게 유해할 수 있다.
골수억제, 미각이상, 식욕부진, 구토, 설사가 가장 흔한 부작용으로, 페니실라민 치료를 받은 환자의 20 ~ 30% 정도에서 나타난다.
나타날 수 있는 부작용에는 다음과 같은 것들이 있다.
- 신장병[8][11]
- 간독성[13]
- 막성 사구체신염[14]
- 재생불량성 빈혈 (특이 반응)[13]
- 항체 매개 중증 근무력증[11]과 람베르트-이튼 근무력 증후군. 약물을 끊은 뒤에도 지속될 수 있다.
- 약물 유도 전신 홍반 루푸스[15]
- 포행상 관통성 탄력섬유증[16]
- 독성 근병증[17]
- 원하지 않았던 유방의 성장[18] 또는 가역적인 여성형유방증[19]

## 화학
페니실라민은 싸이올, 아민, 카복실산으로 총 세 개의 작용기를 가진 유기화합물이다. α-아미노산인 시스테인과 구조적으로 비슷하지만, 다이메틸 치환기가 싸이올과 같은 원자에 결합하고 있다. 다른 대부분의 아미노산처럼 페니실라민은 무색의 고체로 생리적 pH에서 양쪽성 이온 형태로 존재한다.
페니실라민은 하나의 입체 중심을 가지는 키랄성 약물로 한 쌍의 거울상 이성질체로 존재한다. 각 거울상 이성질체의 구조는 위의 그림과 같다. 약리학적 활성이 더 큰 형태(유토머)인 (S)-거울상 이성질체는 항관절염 활성을 가지지만 그렇지 않고 부적절한 작용을 가지는 형태(디스토머)인 (L)-거울상 이성질체는 심한 독성을 가진다. R 절대배치를 가지는 L-페니실라민은 피리독신(비타민 B6)의 작용을 억제하여 독성을 나타낸다. 이 형태는 페니실린의 대사산물이기도 하지만 그 자체로는 항생제 활성을 가지지 않는다. 다양한 페니실라민-구리 복합체의 구조가 알려져 있다.

## 역사
존 왈시(John Walshe)는 1956년 윌슨병에서의 페니실라민 치료를 처음으로 기술했다. 왈시는 페니실린을 복용한 (그 자신을 포함한) 환자들의 소변에서 한 물질을 발견했는데, 그는 결국 실험적으로 해당 물질이 킬레이트화를 통해 소변으로의 구리 배설을 증가시켰다는 것을 확인했다. 당시 세계적인 전문가들이었던 데니 브라운(Denny Brown)과 쿠밍스(Cumings) 등은 윌슨병이 구리 항상성이 아닌 아미노산 대사의 문제이며, 따라서 디메르카프롤을 킬레이트제로 써야 한다고 주장했다. 때문에 왈시는 초기에 그들에게 약물의 효능을 증명하는 데에 어려움을 겪었다. 이후 연구들에서는 윌슨병 발병의 주된 원인은 구리라는 사실과 D-페니실라민의 효능을 모두 입증했다. 또한 왈시는 트라이에틸렌테트라민이나 테트라싸이오몰리브데이트 등의 다른 윌슨병 킬레이트제 개발도 선도했다.
페니실라민은 로버트 로빈슨(Robert Robinson)의 지도 하에 존 콘포스(John Cornforth)가 처음으로 합성했다.
1964년 처음으로 페니실라민으로 류마티스 관절염을 성공적으로 치료한 사례가 나왔으며, 그 후 류마티스 관절염 치료에 페니실라민을 이용하기 시작했다.